# Hamakaze (train)
Pour les articles homonymes, voir Hamakaze.
Le Hamakaze (はまかぜ, Hamakaze) est un train japonais de type Limited Express exploité par la compagnie JR West, qui relie Osaka à Tottori. Ce train empreinte plusieurs lignes : la ligne JR Kōbe ( ligne Tōkaidō・ligne Sanyō ), la ligne Bantan et la ligne Sanin. C'est l'un des  trains utilisant le réseau Kitakinki Big X.

## Gares desservies
Le train circule d'Ōsaka jusqu'à l'Ouest de la préfecture de Hyôgo et la région de Tajima.
| Nom des gares  |
| -------------- |
| Ōsaka          |
| Sannomiya      |
| Kōbe           |
| Akashi         |
| Himeji         |
| Fukusaki       |
| Teramae        |
| Ikuno          |
| Wadayama       |
| Yōka           |
| Ebara          |
| Toyooka        |
| Kinosaki-Onsen |
| Takino         |
| Kasumi         |
| Hamasaka       |
| Iwami          |
| Tottori        |

À noter que durant l'hiver les gares de Kakogawa et de Satsu peuvent également être desservies par ce train.

## Matériel roulant
Les automotrices Diesel série KiHa 189 ont été introduites en novembre 2010 et peuvent rouler jusqu'à 130 km/h. Elles ont remplacé les automotrices de série KiHa 181.

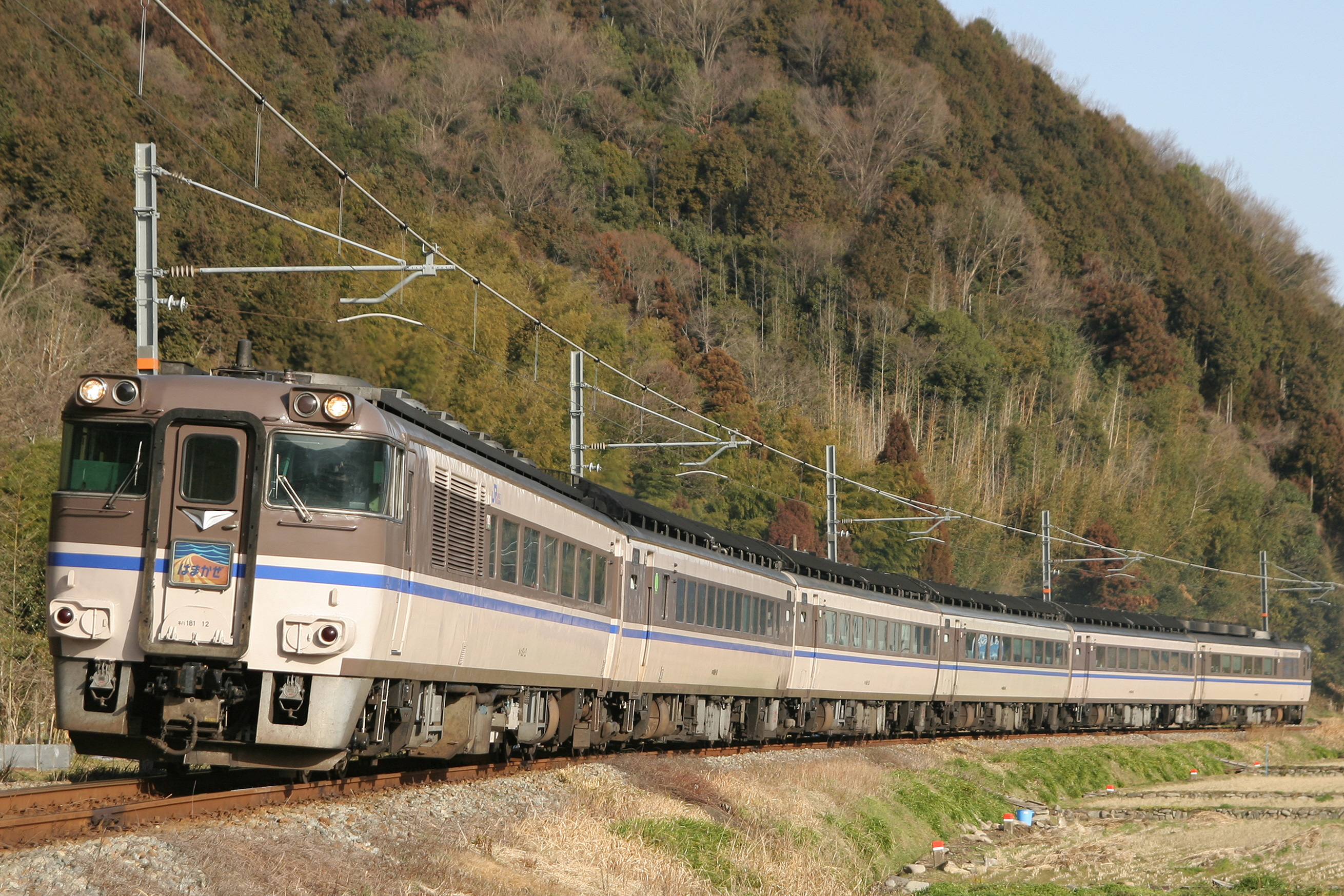
JR série KiHa 181
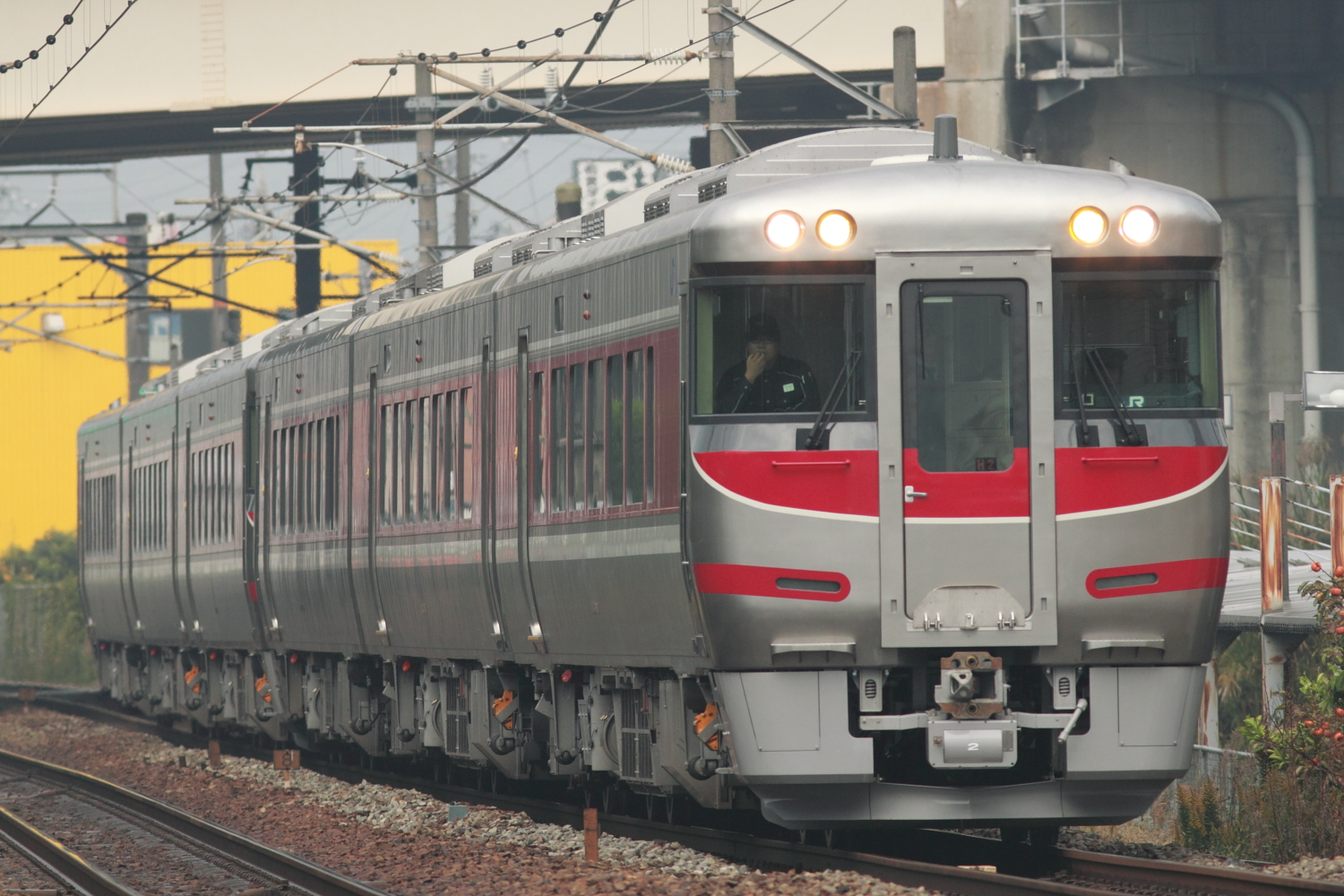
JR série KiHa 189

## Composition des rames
Le Hamakaze est constitué de 3 voitures.
- Tous les trains sont complètement non fumeurs depuis le 1er juin 2009.
- La voiture 3 dispose de places pour personnes à mobilité réduite.
- Les Hamakaze 1・3・4・6 utilisent cette composition.

| N° de voiture | 1           | 2       | 3       |
| Agencement    | Non réservé | Réservé | Réservé |

- Les Hamakaze 5・2 utilisent cette composition.

| N° de voiture | 1           | 2           | 3       |
| Agencement    | Non réservé | Non réservé | Réservé |